# Christo Marinov
Christo Dianov Marinov (* 14. března 1987 Stara Zagora, Bulharsko) je bulharský zápasník klasik.

## Sportovní kariéra
Klasickému stylu zápasení se věnuje od svých 13 let. V bulharské seniorské reprezentaci se objevil jako junior ve střední váze do 84 kg jako náhrada za tehdy potrestaného Nikolu Stojanova. V roce 2008 neprošel sítem olympijské kvalifikace pro účast na olympijských hrách v Pekingu. V roce 2012 se jako mistr světa z roku 2010 kvalifikoval z druhé světové olympijské kvalifikace na olympijské hry v Londýně, kde přešel přes úvodní kolo. Od roku 2015 jeho místo reprezentační jedničku postupně zabíral Nikola Bajrjakov.

## Výsledky
| Turnaj             | 2006         | 2007         | 2008         | 2009         | 2010         | 2011         | 2012         | 2013         | 2014         | 2015         | 2016         |
| Turnaj             | 19           | 20           | 21           | 22           | 23           | 24           | 25           | 26           | 27           | 28           | 29           |
| Turnaj             | střední váha | střední váha | střední váha | střední váha | střední váha | střední váha | střední váha | střední váha | střední váha | střední váha | střední váha |
| ------------------ | ------------ | ------------ | ------------ | ------------ | ------------ | ------------ | ------------ | ------------ | ------------ | ------------ | ------------ |
| Olympijské hry     |              |              | —            |              |              |              | úč.          |              |              |              | —            |
| Mistrovství světa  | —            | úč.          |              | úč.          | 1.           | úč.          |              | úč.          | úč.          | úč.          |              |
| Evropské hry       |              |              |              |              |              |              |              |              |              | —            |              |
| Mistrovství Evropy | úč.          | úč.          | —            | úč.          | úč.          | 3.           | 1.           | 5.           | úč.          | —            | —            |